# پولیپ بینی

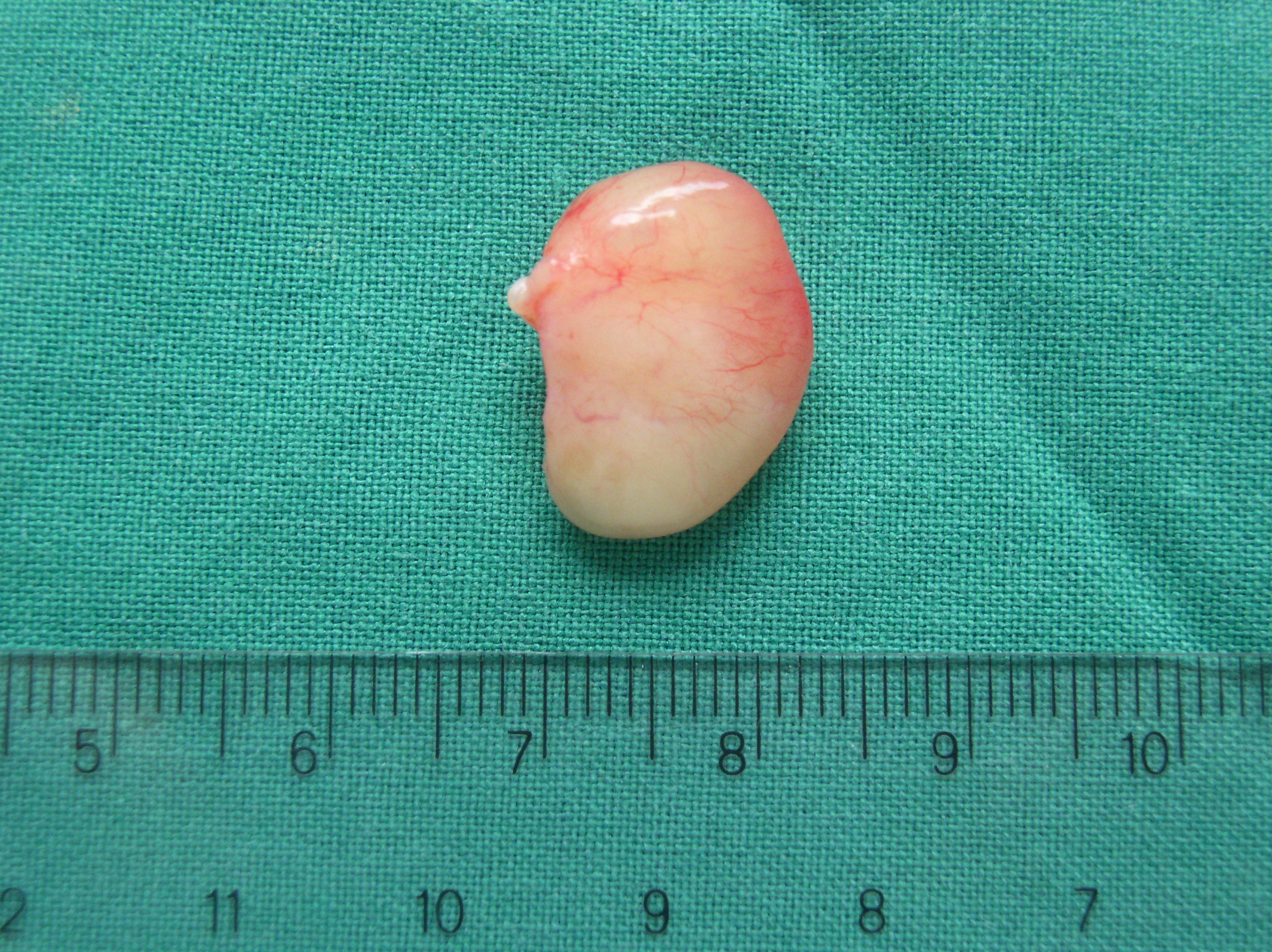
پولیپ بینی می‌تواند به شکل‌های مختلفی دیده شود

پولیپ بینی (به انگلیسی: Nasal polyp) توموری غیر سرطانی است که از غشاء مخاطی بینی و سینوس‌ها به‌طور غیرعادی رشد کرده و با ایجاد حجم در مجرای بینی باعث مشکلات تنفسی می‌شود. از علل بروز پولیپ می‌توان به عوامل آلرژی، عفونت‌ها، و بیماری نادر فیبروز کیستیک اشاره نمود.
پولیپ بینی تودهٔ خاکستری و گاهی بی‌رنگی است که معمولاً از مخاط سینوس‌ها و گاهی از خود بینی منشأ می‌گیرد. در غالب موارد پولیپ‌های بینی پایه‌دار و متعدد بوده و در داخل هر دو بینی ظاهر می‌شوند هر چند که ممکن است فقط در یک بینی و به‌طور منفرد نیز دیده شود.

## علل و علائم
علت ایجاد پولیپ بینی کاملاً مشخص نیست اما بدون شک التهابات و عفونتهای مزمن داخل بینی از عوامل اصلی پیدایش پولیپ بینی هستند. پولیپ بینی معمولاً به دلیل آلرژی بینی ایجاد می‌شود که ممکن است با حساسیت‌های دیگری مثل آسم یا حساسیت‌های پوستی نیز همراه باشد. به دلیل حساسیت، مخاط بینی متورم شده و کم‌کم به شکل نسج اضافی درمی‌آید که داخل بینی و سینوس‌ها را پرمی‌کند و به تدریج بر میزان آن افزوده می‌شود.
پولیپ بینی در ۱ الی ۴ درصد افراد وجود دارد و در مردان شایعتر است. معمولاً به صورت برآمدگی گرد یا بیضی در مدخل بینی یا در مخاط ناحیه استخوان پرویزنی بینی از بافت پوششی یا سینوس‌های فکی به‌وجود می‌آید علت بروز آن در بیشتر مواقع، واکنش به وجود آلرژی یا عفونت موضعی است. احتمال تشکیل پولیپ بینی در بیماران دچار آسم و آبریزش بینی آلرژیک ۱۶ برابر افرادی عادی است.
بیماران از آبریزش مداوم و گرفتگی بینی شکایت دارند و ممکن است سردرد و خُرخُر کردن نیز همراه باشد. خونریزی و بویایی‌پریشی نیز از عوارض دیگر است.
اصلی‌ترین علامت پولیپ، انسداد تنفسی است. با توجه به نقش فیزیولوژیک بینی معلوم می‌شود که وقتی پولیپ بینی منجر به انسداد بینی شود، بیمار با مشکلات دیگری نیز روبرو خواهد شد. تنفس دهانی منجر به خشکی گلو به هنگام خواب خواهد شد. این امر به نوبهٔ خود باعث می‌شود که فرد مبتلا به پولیپ بینی خواب شبانهٔ خوبی نداشته باشد و چون بدن وی شب هنگام استراحت مناسبی نداشته است طبیعتاً روز بعد نیز سرحال نخواهد بود. ضمناً خشکی گلو باعث تحریک مزمن گلو و احساس ناخوشایندی در این ناحیه خواهد شد.

## درمان
علاوه بر درمان علامتی و زمینه‌ای، برای کوچک کردن پولیپ و کاهش التهاب از داروهای ضد التهاب به‌خصوص کورتیکواستروئیدها استفاده می‌شود. این داروها هم به صورت موضعی و هم عمومی کاربرد دارد. حساسیت به بعضی داروها مانند آسپرین که می‌تواند باعث پولیپ گردد بایستی کنترل شود.
در مواردی که درمان دارویی مؤثر واقع نشود و پولیپ بزرگ باشد لازم است به روش جراحی برداشته شود، هرچند با وجود بیماری‌های زمینه‌ای امکان عود پولیپ زیاد است.